# Michel Lejeune (linguiste)
Pour les articles homonymes, voir Michel Lejeune et Lejeune.
Michel Lejeune est un linguiste et helléniste français, né à Paris le 30 janvier 1907 et mort dans cette ville le 27 janvier 2000.

## Biographie
Michel Lejeune est né le 30 janvier 1907. Petit-fils de Xavier-Édouard Lejeune (1845-1918), qui a laissé ses mémoires de « calicot » (chez Arthaud-Montalba, 1984), il était le frère d'Arlette Lejeune, dite Bambi (1910-2006) et du dessinateur Jean Effel. Très jeune, il se passionne pour l'étude des langues anciennes : ses premiers travaux datent de 1929. Entré à l'École normale supérieure en 1926, il est premier à l'agrégation de grammaire en 1929 et docteur ès lettres en 1940. Linguiste, il est l'élève du grammairien comparatiste Antoine Meillet et de Joseph Vendryes. Il se spécialise dans la phonétique historique du grec ancien.
Il enseigne successivement dans les universités de Poitiers, Bordeaux et Paris-IV : maître de conférences en philologie grecque et latine (1933-1937) dans la première puis professeur de grammaire comparée dans la deuxième (1941-1946), il devient en 1947 directeur d'étude en grammaire comparée des langues indo-européennes à l'École pratique des hautes études, puis professeur de linguistique à la Sorbonne (1951-1955). 
Sa thèse principale porte sur les adverbes grecs en -θεν et sa thèse secondaire consiste en Observations sur la langue des actes d'affranchissement delphiques. On lit encore avec profit des ouvrages de niveau universitaire sur la langue grecque : une Phonétique historique de la langue grecque (Klincksieck, 1947 ; rééditée) et le fameux Précis d'accentuation grecque (Hachette, 1945 ; nombreuses rééditions).
Après 1945, il étudie les langues de l'Italie antique : le latin et l'étrusque, mais aussi l'osque, le vénète, le messapien, l'élyme et le lépontique. Mais c'est le linéaire B et son déchiffrement par Michael Ventris qui vont principalement attirer son attention. En 1954 il consacre l'un de ses séminaires aux documents mycéniens, à la langue mais aussi à la structure des archives des sociétés mycéniennes. Il est à l'origine du premier colloque d'études mycéniennes, en 1956. Pendant quarante années jusqu'en 1997, il publie chaque année ses trouvailles en la matière dans les Mémoires de philologie mycénienne. Son étude du linéaire B l'amène à rééditer son Traité de phonétique grecque en y incorporant certaines données mycéniennes. Historien de la période mycénienne, il apporte plusieurs démentis à la thèse de tripartition fonctionnelle des sociétés indo-européennes.
Le gaulois l'intéresse à la fin de sa vie. Il publie ainsi le Recueil des inscriptions gauloises.
Il devient en 1963 membre de l'Académie des inscriptions et belles-lettres et occupe à partir de 1970 les fonctions de secrétaire général de la Société de Linguistique de Paris.
Linguiste reconnu auteur encore d'une synthèse sur Le Langage et l'écriture, Michel Lejeune meurt en l'an 2000.
Il est le père de l'universitaire Philippe Lejeune.

## Publications

### Ouvrages
- Les adverbes grecs en -θεν, Bordeaux, 1939.
- Observations sur la langue des actes d'affranchissement delphiques, Paris, 1940.
- Précis d'accentuation grecque, Paris, 1945.
- Traité de phonétique grecque, Paris, Klincksieck, 1947.
- La posición del latin en el dominio indoeuropeo, Buenos Aires, 1949.
- Collection Froehner: inscriptions italiques, Paris, 1953.
- Celtiberica, Salamanca, 1956.
- Mémoires de philologie mycénienne, 1re série, Paris 1955-1957 ; 2e série, Roma 1971 ; 3e série, Roma 1973.
- Index inverse de grec mycénien, Paris, 1964.
- La langue élyme d'après les graffites de Ségeste, Paris, 1969.
- Lepontica, Paris, 1971.
- Phonétique historique du mycénien et du grec ancien, Paris, 1972.
- Manuel de la langue vénète, Heidelberg, 1974.
- L'anthroponymie osque, Paris, 1976.

### Articles
Les très nombreux articles de Michel Lejeune ont été réunis en quatre volumes :
- Michel Lejeune, Mediterranei Orbis Gentium Linguae et Scripturae. Recueil des écrits, sous la direction de Dominique Briquel, Laurent Dubois, Pierre-Yves Lambert, Paolo Poccetti, Stéphane Verger (coll. diretta da Paolo Poccetti « Ricerche sulle lingue di frammentaria attestazione », 10), vol. I-IV, Pise / Rome, Fabrizio Serra ed., 2018, 2976 p., ill. (vol. I : p. LXXVI-688 ; vol. II : p. X-689-1368 ; vol. III : p. X-1369-2200 ; vol. IV : p. VIII-2201-2872)  (ISBN 978-88-6227-508-8) (présentation en ligne avec liste des documents et articles recueillis).

### Sources
- Étrennes de septantaine. Travaux de linguistique et de grammaire comparée offerts à Michel Lejeune.
- Études et commentaires, no 91, 1978.
- Autour de Michel Lejeune, Frédérique Biville et Isabelle Boehm (éd.), Lyon, Maison de l’Orient et de la Méditerranée, 2009.
- « Séance du 26 janvier 2001, Hommage rendu à Michel Lejeune », Comptes-rendus des séances de l’Académie des Inscriptions et Belles-Lettres, 145e année, numéro 1, 2001, pp. 141-223. [lire en ligne].